# Шамигулов, Галий Камалетдинович
Галий Камалетдинович Шамигулов (15 октября 1890, Стерлитамак, Уфимская губерния — 25 ноября 1959, Киев) — советский государственный и партийный деятель, председатель Башкирского ЦИКа и Совета Народных Комиссаров Башкортостана. Участник Гражданской войны.

## Биография
Галий Шамигулов родился 15 октября 1890 года в городе Стерлитамаке Стерлитамакского уезда Уфимской губернии, ныне город республиканского значения Республики Башкортостан.
С 1899 года работал в Стерлитамаке на кирпичном заводе, посудно-фарфоровой фабрике.
Затем работал на предприятиях Кургана, Уфы; в мануфактурном магазине фирмы Назирова и Ахумова в Челябинске. Затем был актёром труппы передвижного мусульманского театра (Актюбинск, Оренбург, Ташкент). Член правления Общества приказчиков в Кургане, Стерлитамаке, с 1910 — в Челябинске.
Член РСДРП с 1910 года. Вступил в партию (по рекомендации Е. Л. Васенко и С. М. Цвиллинга).
До февраля 1917 года участвовал в революционном движении в Стерлитамаке, Кургане, Челябинске, Уфе. Вел революционную работу в Верхнем Уфалее, Кыштыме.
С июня 1917 года начальник Уфимского губернского штаба боевых организаций народного вооружения, председатель тат.-башкирского бюро Уфимского губернского комитета РСДРП(б).
С 1917 года член Челябинского городского комитета РСДРП(б), городской Думы и Челябинского уездного исполкома Советов.
В 1917 году был в числе инициаторов создания Татарской социал-демократической партии, член Центрального исполнительного комитета (большевистской группы, входившей в местные организации РСДРП). С октября 1917 года заместитель председателя ЦИК тат. СДРП(б). Руководил татаро-башкирской группой в Челябинске. Председатель Челябинского комитета тат. большевиков. Начальник штаба по организации Красной гвардии.
В конце ноября 1917 года во главе Челябинского красногвардейского отряда выехал на Оренбургский фронт. Работал в политотделах войсковых частей Восточного и Туркестанского фронтов.
В начале 1918 года член Оренбургского губревкома. С февраля 1918 года — заместитель председателя Мусульманского военно-революционного комитета, одновременно с марта 1918 года — член исполнительного комитета Оренбургского губернского Совета рабочих, солдатских, казачьих и крестьянских депутатов, губернский комиссар по делам национальностей. Выступал против образования автономии Башкортостана. С марта 1918 года член Оренбургского губкома партии.
С октября 1919 года зав. полит. отделом НК по военным делам Башреспублики, с ноября 1919 года член Башкирского областного комитета РКП(б), коллегии Башкирской чрезвычайной комиссии.
В 1919—1920 годах командир башкиро-татарского отряда Красной гвардии в Оренбуржье, заместителем председателя Оренбургского губревкома, губернский комиссар по делам национальностей, работник политотдела Южной группы Рабоче-крестьянской Красной Армии.
В январе 1920 года арестован вместе с другими членами коллегии Баш. ЧК по обвинению в подготовке заговора против Башкирского военно-революционного комитета, позднее по приказу центральных властей и командования Туркестанского фронта освобождён.
Усматривая в создании национальных автономий опасность усугубления межнациональной розни, последовательно выступал противником организации Башкирской, Татарской автономных советских республик, Татаро-Башкирской Советской Республики. По его предложению Оренбургский губревком, в нарушение решения Наркомнаца СНК, постановил распустить «революционный шуро» (Военно-революционный совет башкир), которому вменялись в вину преемственность политики шуро под руководством А.-З. Валидова и разработка проекта советской национальной автономии; была закрыта газета «Янгы юл» («Новый путь») Военно-революционного совета башкир, конфискована её типография.
I съезд Советов Автономной Башкирской Социалистической Советской Республики проходил в Стерлитамаке с 25 по 28 июля 1920 года. В работе участвовали 103 делегата. Национальный состав был таков: башкиры — 27, русские — 43, татары — 22, остальные — представители других национальностей. Съезд рассматривал вопросы деятельности Башревкома и перевода столицы в Стерлитамак. На этом съезде был ликвидирован временный и чрезвычайный орган — Башревком. Вместо него был образован постоянно действующий высший орган государственной власти — ЦИК и СНК АБССР. Галий Шамигулов избран их председателем.
В июле — октябре 1920 года был председателем Башкирского центрального исполнительного комитета и Совета Народных Комиссаров Башкирской Автономной Советской Социалистической Республики. В ходе подавления Бурзян-Тангауровского восстания 1920 года выступал за применение карательных мер по отношению к повстанцам. В октябре 1920 года решением ЦК РКП(б) был отозван в Москву.
В 1921—1923 годах работал в Центральном бюро пропаганды и агитации среди тюркских народов РСФСР при агитпропотделе ЦК РКП(б) (Москва).
В 1923—1924 годах работал в Наркомпроде Туркестана
В 1924—1925 годах работал в Башпотребсоюзе; на предпр. Наркомтекстильпрома СССР (1925—51).
В 1925—1951 годах работал на предприятиях Наркомтекстильпрома СССР. В 1930 году переведен в Москву.
В 1937 году окончил 2 курса Ивановского текстильного института.
В годы Великой Отечественной войны работал директором Ташкентской торговой базы Главтекстильсбыта.
Галий Камалетдинович Шамигулов умер 25 ноября 1959 года в городе Киеве Украинской ССР.

## Награды
- Орден Трудового Красного Знамени, 22 января 1944 года, за успешное выполнение заданий правительства по снабжению Красной Армии вещевым довольствием и выполнение специальных заданий командования Красной Армии[3], в наградном списке Шамигулов Гули Камалетдинович
- Медаль «За доблестный труд в Великой Отечественной войне 1941—1945 гг.»